# Battaglia di Borsele
La battaglia di Borsele fu uno scontro navale combattuto nelle acque della città di Borsele (attuali Paesi Bassi) il 22 aprile 1573, nell'ambito della guerra degli ottant'anni. Nella battaglia si scontrarono una flotta spagnola comandata da Sancho Dávila y Daza, e una olandese con a capo l'ammiraglio Worst.
La flotta spagnola era salpata dal porto di Anversa per cercare di rifornire le città di Middelburg e Arnemuiden che si trovavano assediate dalle truppe olandesi. Alcune navi tentarono di raggiungere il loro obbiettivo ma il grosso delle navi spagnole venne costretto a tornare ad Anversa.